# Phileris diplodus
Phileris diplodus là một loài ruồi trong họ Asilidae. Phileris diplodus được Tsacas & Weinberg miêu tả năm 1976. Loài này phân bố ở vùng Cổ Bắc giới.